# Stefan Weinstock
Stefan Weinstock (* 7. November 1901 in Nagyvárad; † 5. Juni 1971 in Oxford) war ein britischer Althistoriker, Klassischer Philologe und Religionswissenschaftler österreich-ungarischer Herkunft.

## Leben
Weinstock wurde 1901 im damaligen k.u.k. Österreich-Ungarn in eine jüdische Familie geboren; sein Vater war der praktische Arzt Armin Weinstock. Zum Zeitpunkt seines Schulabschlusses im Jahr 1919 war seine Heimatstadt bereits an Rumänien übertragen worden, weswegen er zusätzlich die rumänische Staatsbürgerschaft erlangte.
1920 nahm er sein Hochschulstudium auf, das ihn zunächst an die philosophische Fakultät der Universität von Prag und an die Universität Innsbruck führte, wo er Student der Alten Geschichte unter Heinrich Swoboda sowie der Klassischen Philologie unter Ernst Kalinka (1865–1946) und Alois Rzach war. In dieser Zeit konvertierte er zum römisch-katholischen Glauben. Nach seinem Abschluss wechselte er an die Universität Breslau, wo er unter Ernst Kornemann, Konrat Ziegler, Ludolf Malten und Wilhelm Kroll an seiner Dissertation über Platon arbeitete, die er 1926 abschloss.
Weinstock plante zu diesem Zeitpunkt eine Laufbahn als Gymnasiallehrer, für die er 1930 eine Stelle als Studienassessor in Breslau aufnahm. Mit seinem Einstieg in den preußischen Beamtendienst verlor er seine rumänische Staatsbürgerschaft und wurde Deutscher. Nach Verabschiedung des Beamtengesetzes vom 7. April 1933 wurde er als gebürtiger Jude aus dem Staatsdienst entlassen. Er blieb jedoch in Breslau und führte seine Forschungen fort. In dieser Zeit arbeitete er unter Kroll für die Redaktion der Zeitschrift Glotta und lehrte Altgriechisch am Theologischen Seminar unter Adolf Bertram. Weiterhin begann er in dieser Zeit mit der Arbeit an Artikeln zur Veröffentlichung im Pauly-Wissowa. Nachdem Weinstock im Jahr 1937 öffentlich denunziert worden war, als Jude unter Wilhelm Kroll zu arbeiten, emigrierte er nach Rom, wo er an der Bibliotheca Vaticana im Auftrag von Franz Cumont für dessen Projekt Catalogus Codicum Astrologorum Graecorum (CCAG) arbeitete.
Er emigrierte 1939 zunächst nach London und 1940 nach Oxford. 1946 erhielt er den Offiziersgrad des Majors in der United States Army, um im Auftrag der Bodleian Library im besetzten Deutschland nationalsozialistische Publikationen zu erwerben. 1947 wurde Weinstock britischer Staatsbürger. Nach einer finanziell schwierigen Zeit, in der er weiter für den Catalogus Codicum Astrologorum Graecorum arbeitete und vom Althistoriker Hugh Last (1894–1957) unterstützt wurde, erlangte er 1952 an der Universität Oxford zunächst eine Stelle als Lecturer und später einen Lehrstuhl als Senior Lecturer. In Rom wurde er 1960 Mitarbeiter am Deutschen Archäologischen Institut und an der British School. Weiterhin wurde er Mitglied und 1965 Fellow am Exeter College. Weinstock wurde 1969 emeritiert und verstarb 1971. Seine Monographie über Divus Iulius wurde kurz nach seinem Tod veröffentlicht.

## Forschung
Neben seiner fünfzehnjährigen Arbeit zum Thema antike Astrologie konzentrierte Stefan Weinstock den Großteil seiner Forschung auf die römische Religion. Er bewunderte Theodor Mommsen und Georg Wissowa, deren Arbeit er von „unermüdlicher Suche“ und nüchternem „Respekt für Belege [sowie für Roms] Gesetze und Geschichte“ geprägt sah. Weinstock bevorzugte die kulturelle der individuellen Beobachtung von antiken Phänomenen. Er lehnte naturalistische Herangehensweisen ab und kritisierte zum Beispiel vehement die anthropologische Interpretation des numen. Weinstock unterschied zwischen der „insularen“ und der „kontinentalen“ Methode bei historischen Untersuchungen und Kommentaren. Er favorisierte die kontinentale Methode, da sie sich in alle Richtungen erstreckt und mit einer Vielzahl von Quellen auch für jene Forscher relevant ist, die sich nur indirekt mit dem Thema befassen. In seinen Werken kam dies durch enorme Quellensammlungen, durch strenge, aber subtile und vielseitige Analysen und Synthesen sowie sinnstiftende, klare Strukturen zum Vorschein, die zwar keine Sensationen erzeugten, dafür aber ihren Autor als „würdigen Diener einer großen Tradition“ auszeichnen sollten. Einigen von Weinstocks Hypothesen wurde widersprochen, darunter seiner Neudeutung der Göttin Pax in der Ara Pacis Augustae, sowie seiner Deutung des geographischen Katalogs in der Apostelgeschichte des Lukas.

### Divus Julius
Ausgehend von seiner Forschung zur antiken Astrologie, von der unter anderem Augustus ein großer Anhänger war, plante Weinstock ursprünglich eine religionswissenschaftliche Monographie über den ersten römischen Kaiser. Dieses Buch wurde nie begonnen, da Weinstock zu der Auffassung gelangte, dass alle Elemente der imperialen „augusteischen Religion“ ihren Ursprung in den religiösen Charakteristiken und religionspolitischen Reformen von Julius Caesar hatten. So entwickelte sich das Einleitungskapitel über Caesar zu einer eigenständigen Monographie, die später als „großartige und bedeutende Leistung“ bezeichnet wurde. Einer der Gründe, das Buch Divus Julius zu schreiben, lag in Weinstocks Widerwillen, der Auffassung zu folgen, dass Caesar als Rationalist gesehen werden muss, und er sowie die römische Religion im Lichte puritanischer Ideale bewertet werden können. Einer der Kernpunkte des Buches ist, dass Caesar versuchte, seine Vergöttlichung bereits zu Lebzeiten einzuleiten. Dies wurde als kontrovers bezeichnet, da es Caesars Apotheose vom späteren Kaiserkult deutlich abhebt, eine Sichtweise, die aber mittlerweile von vielen Historikern befürwortet wird.

## Schriften (Auswahl)
- Die platonische Homerkritik und ihre Nachwirkungen. Dissertation, Leipzig 1927.
  - gleichzeitig erschienen in: Philologus. Band 82, 1926, S. 121–153.
- Mundus Patet. In: Mitteilungen des Deutschen Archäologischen Instituts, Römische Abteilung. Band 45, 1930, S. 111.
- Ludi Tarentini und Ludi Saeculares. In: Glotta. Band 21, 1932, S. 40.
- Templum. In: Mitteilungen des Deutschen Archäologischen Instituts, Römische Abteilung. Band 47, 1932, S. 95.
- Clodius and the Lex Aelia Fufia. In: Journal of Roman Studies. Band 27, 1937, S. 215.
- Catalogus Codicum Astrologorum Graecorum. Band 9: Codices Britannici. Lamertin, Brüssel.
  - Teil 1: Codices Oxoniensis. 1951.
  - Teil 2: Codices Londinenses, Cantabrigienses. 1953.
- Parca Maurtia and Neuna Fata. In: Festschrift Andreas Rumpf. Zum 60. Geburtstag dargebracht von Freunden und Schülern. Scherpe, Krefeld 1952, S. 151.
- A Lex Sacra from Lavinium. In: Journal of Roman Studies. Band 42, 1952, S. 34.
- Weihinschriften aus Veii. In: Glotta. Band 33, 1954, S. 306.
- The Image and Chair of Germanicus. In: Journal of Roman Studies. Band 47, 1957, S. 144.
- Victor and Invictus. In: The Harvard Theological Review. Band 50, 1957, S. 211–247.
- Two Archaic Inscriptions from Latium. In: Journal of Roman Studies. Band 50, 1960, S. 112.
- Saturnalien und Neujahrsfest in den Märtyrerakten. In: Alfred Hermann, Alfred Stuiber (Hrsg.): Mullus, Festschrift für Theodor Klauser (= Jahrbuch für Antike und Christentum. Ergänzungsband 1). Aschendorff Verlag, Münster 1964, S. 391.
- Pax and the Ara Pacis. In: Journal of Roman Studies. Band 50, 1960, S. 44.
- Divus Julius. Clarendon Press, Oxford 1971, ISBN 0-19-814287-0.

## Einzelbelege
1. ↑  Stefan Weinstock: Rezension von Kurt Latte, Römische Religionsgeschichte. In: Journal of Roman Studies. Band 51, 1961, S. 206.
2. ↑  Stefan Weinstock: Rezension von H. J. Rose, Ancient Roman Religion. In: Journal of Roman Studies. Band 39, 1949, S. 166.
3. ↑  Martin Litchfield West: Rede (Seite nicht mehr abrufbar, festgestellt im Mai 2019. Suche in Webarchiven)  Info: Der Link wurde automatisch als defekt markiert. Bitte prüfe den Link gemäß Anleitung und entferne dann diesen Hinweis. vor der Internationalen Stiftung Preis Balzan (Balzan-Preis für Klassische Altertumskunde). 2000.
4. ↑  Stefan Weinstock in: Peter John Parsons: Stefan Weinstock †. In: Gnomon. Band 46, 1974, S. 220.
5. ↑  Vgl. Jocelyn M. C. Toynbee: The 'Ara Pacis Augustae'. In: Journal of Roman Studies. Band 51, 1961, S. 153–156.
6. ↑  Apg 2:9-11; vgl. Bruce M. Metzger: Ancient Astrological Geography and Acts 2:9-11 (PDF-Datei; 198 kB). In: W. Ward Gasque, Ralph P. Martin (Hrsg.): Apostolic History and the Gospel. Biblical and Historical Essays Presented to F. F. Bruce. The Paternoster Press, Exeter 1970, ISBN 0-85364-098-X, S. 123–133.
7. ↑  J. A. North: Praesens Divus. In: Journal of Roman Studies. Band 65, 1975, S. 171.
8. ↑  Stefan Weinstock: Divus Julius. Clarendon Press, Oxford 1971, S. vii.
9. ↑  J. A. North: Praesens Divus. In: Journal of Roman Studies. Band 65, 1975, S. 176.
10. ↑  Unter anderem Ittai Gradel: Emperor Worship and Roman Religion. Oxford University Press, Oxford 2002.

| Personendaten    | Personendaten                                      |
| ---------------- | -------------------------------------------------- |
| NAME             | Weinstock, Stefan                                  |
| KURZBESCHREIBUNG | britischer Althistoriker und Klassischer Philologe |
| GEBURTSDATUM     | 7. November 1901                                   |
| GEBURTSORT       | Nagyvárad                                          |
| STERBEDATUM      | 5. Juni 1971                                       |
| STERBEORT        | Oxford                                             |